# Rolls-Royce Camargue

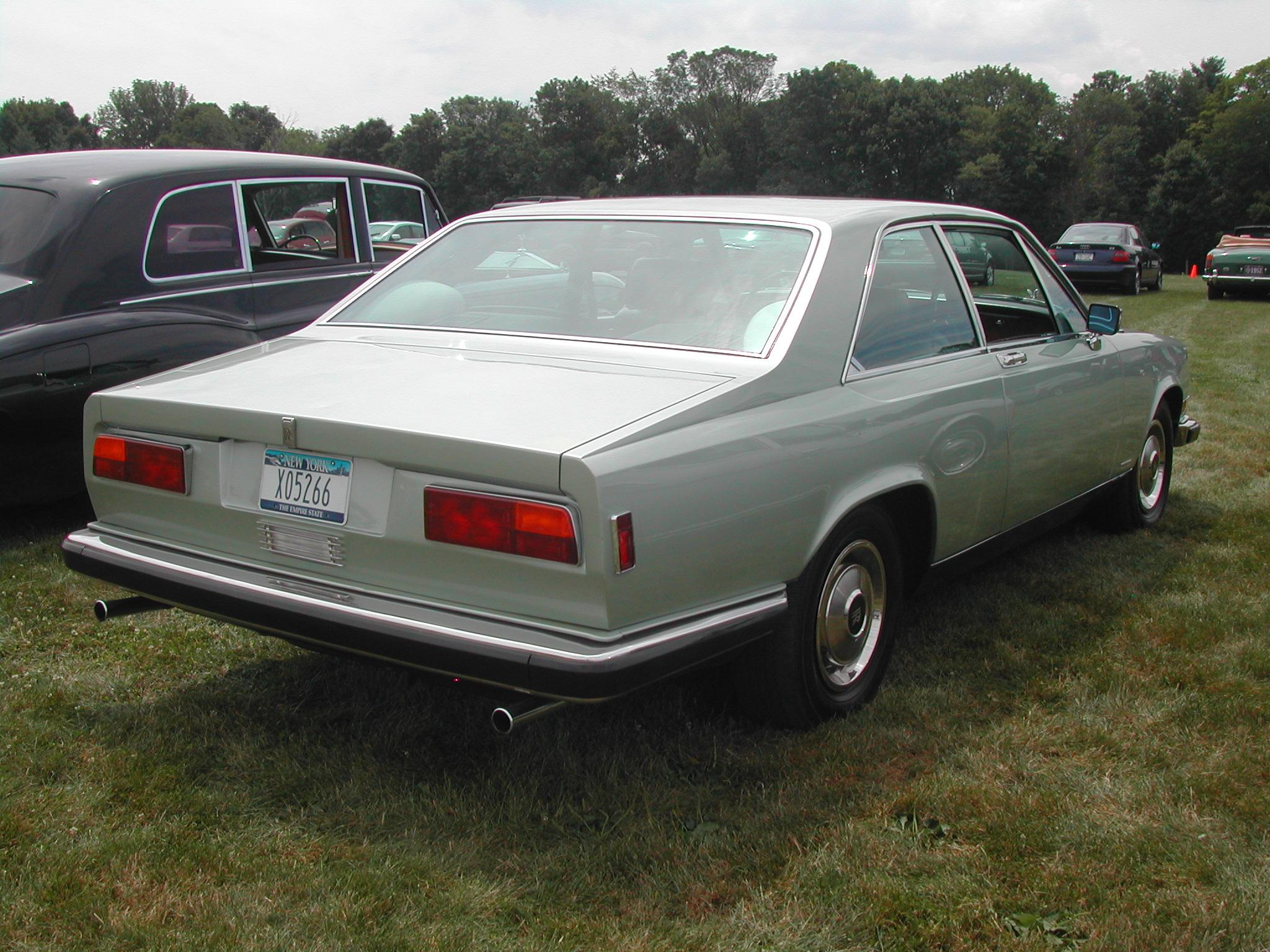
Rolls-Royce Camargue

Rolls-Royce Camargue je luxusní vůz vyráběný automobilkou Rolls-Royce v letech 1975 až 1986.
Rolls-Royce postavil Rolls-Royce Corniche (1971–1996) ve stejnou dobu.

## Technické údaje
- Motor: V8
- Objem: 6750 cm³
- Výkon: 212 hp
- Maximální rychlost: 200 km/h
- Zrychlení 0-100 km/h: 10,5 s
- Produkce: 525 vozů